# Gaspare Beretta
Gaspare Beretta (1620-1703) fue un militar e ingeniero mayor de Lombardia de Italia.

## Biografía
Beretta fue un conde milanes, ingeniero militar y `maestre de campo militar, hijo de Domenico y de Anna, y padre de un benedictino, destinado a la cátedra de filosofía y teología de San Benedetto, quien leyó filosofía y teología en la universidad de Pavía, durante 30 años, llamado Giovanni Gasparo Beretta, dejando varias obras escritas como "Lychnus chronologico-juridica ad discutiendo tenebras...", 1695, "De Italia medi disertatio chrorographica pro usu Tabula Italie,...", ""Orazione panegiriche", 1709; "Lectiones philosophica in Gymnasio Ticinenes habita" y otras.
Beretta, después de realizar buenos estudios, comenzó a hacerse conocer en la defensa de Casale, en 1640, como ayudante de ingeniero y también en la defensa del castillo de Tortona y más tarde de Finale, Arena y otras fortalezas de Lombardía de menos importancia., y tras pasar otro año al servicio del ingeniero mayor, trabajó en la fortificación de Porto Longone en 1650 y del castillo de Milán con Richino, y se interesó por las obras fortificadas de Nouvoa.
En 1655, fue mandado a la defensa de Valenza, ciudad fuerte para el sitio, pobre para la defensa y después de tres meses de asedio y una brecha abierta fue cedida al Piamonte en 16 de septiembre, y con la nueva invención de trinchera que protegían los movimientos del ejército, ando a socorrer Alesandria, atravesó los puentes y atacó la Bormida.
Posteriormente, como mayor de la plaza de Lombardía, estuvo cuatro años al servicio de España y en 1663 fue llamado por el duque de Saboya a fortificar Vercelli y Mommeliano, y en 1688, con el ingeniero Gennaro d'Affitto se concentró en Génova para fortificar el lugar cerca de Saboya, dejando un plano en el archivo de Génova.
Más tarde, fue encárcelado injustamente en el castillo de Milán, por los gastos en la fortificación de Lombardía, y salió inocente, cuando en 1687 dio su parecer sobre la fortificación de Torino, del cual hay una relación archivada con nuevas propuestas hechas en 1690, y llamado después por Víctor Amadeo II de Saboya, con el ingeniero ducal coronel Ghiberti a vigilar dos lugares estratégicos de Italia, Niza y Cuneo, y participó en su carrera militar en trece asedios, y como escritor dejó varias obras militares.

## Obras
- Servicios del conde y maestre de campo Gaspare Beretta,...., Milán, 1702, en fólio.
- Relazione generale della visita e consegna della fabrica del castello de Milano fatta di Francisco Maria Ricchino e capitane Gaspare Beretta, 1652, en fólio.
- Instruzione e parere per fortificare Pizzighittane renderlo una fortezza inespugnable (obra manuscrita en manos de sus herederos).
- Parere per formare un ponte sopra l'Adda presso Cassano...
- Relazione fatta a VE dal sargento maggiore et ingegnere maggine il mese de setembre, 1659 (el manuscrito se hallaba en la biblioteca de Borgogna, en Bruselas)
- Tipo e memorie riguardanti da farsi per rinforzare le fortificazioni de Vercelli e Mommeliano, 1669 (el manuscrito se hallaba en Torino)
- Relazione per migliorane le fortificazione della città e cittadella de Torino, 1690 (obra manuscrita)
- Dell'espugnatione delle piazze,...., (estrategias, circunvalación y baterías)
- Otras